# Lápida de Comenciolo

Hispania bizantina.

La lápida de Comenciolo es el principal testimonio epigráfico que se conserva de la presencia bizantina en el sur de España.

## Los bizantinos en España
Hacia la mitad del siglo VI, tropas del emperador bizantino Justiniano I invaden el sur de la península ibérica haciéndose con el control de una importante porción de las provincias romanas Bética y Carthaginense.
El emperador Justiniano denominó los nuevos territorios como provincia de Spania y renombró la antigua ciudad de Carthago Nova, como Carthago Spartaria. La ciudad había sido arrasada por los vándalos en 425, así que el emperador bizantino reconstruyó la ciudad y la armó de nuevas murallas.

## La lápida
Esta lápida, de mármol blanquecino y bastante buena calidad técnica y conservación, conmemora la construcción en la muralla de Carthago Spartaria, entre 589 y 590 d. C., de una puerta doble y un vestíbulo, todo entre dos torres, con otras adiciones monumentales, debido todo ello a un general del emperador Mauricio. Seguramente estuvo situada sobre la entrada principal de la ciudad, aunque no hay plena seguridad de ello.
Según las noticias recopiladas por Emil Hübner (en CIL II, 3420), fue encontrada en 1698 «haciendo un pozo en el corral del Convento de Ntra. Sra. de las Mercedes», tras lo cual se colocó «junto a la fuente de Santa Catalina»; en 1756 fue trasladada a los arcos de la llamada «Puerta de Madrid». Actualmente se encuentra en el Museo Arqueológico de Cartagena.

## Texto y traducción
A la izquierda, antes del texto, presenta una cruz de buenas proporciones (ocupa en vertical más de tres líneas), rodeada de varias enigmáticas letras: Q, S, R y A (según otros autores y manuscritos se trataría de Q, S, S, A, M, o bien sólo de las clásicas Α y Ω).

QVISQVIS ARDVA.TVRRIVM MIRARIS.CVLMINA./ VESTIBVLVMQ(ue).VRBIS. DVPLICI. PORTA. FIRMATVM./ DEXTRA L(a)EVAQ(ue) BINOS PORTICOS.ARCOS/ QVIBUS.SVPERVM. PONITVR CAMERA CURVA CONVEXAQ(ue)./ COMENCIOLVS.SIC.HAEC IVSSIT.PATRICIVS/ MISSVS. A MAVRICIO.AVG.CONTRA.HOSTES.BARBAROS./ MAGNVS.VIRTUTE.MAGISTER.MIL(ilitiae).SPANIAE./ SIC.SEMPER.HISPANIA.TALI.RECTORE.LAETETVR./ DVM.POLI.ROTANTVR.DVMQ(ue). SOL.CIRCVIT.ORBEM./ ANN(o) VII. AVG(usti). IND(ictione). VIII

Quien quiera que seas, admira la difícil altura de estas torres, el vestíbulo de la ciudad, fortificado con una puerta doble, y, a derecha e izquierda, los dos pórticos, y los arcos a los que se superpone una cámara curva y convexa. El patricio Comenciolo, enviado por el emperador Mauricio contra los enemigos bárbaros, mandó hacer así todas estas cosas. General del ejército de Hispania, y grande por su valor, así Hispania siempre se alegrará por tal gobernante, mientras los polos giren y el sol circunde el orbe. Año VIII de Augusto. Indicción VIII. (años 589-590 d.C.)

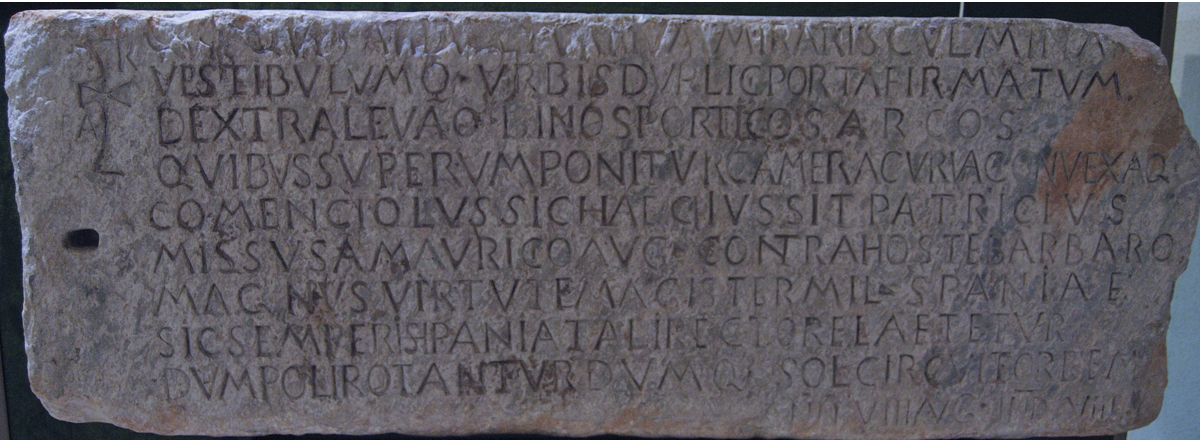
Lápida de Comenciolo. Museo Arqueológico de Cartagena.

Desde su aparición existieron algunas dudas sobre su autenticidad, hoy del todo disipadas, aunque sí se admite generalmente que la pieza sufrió diversas alteraciones y retoques en la segunda mitad del siglo XVIII. Del mismo modo, subsisten las dudas sobre quién sea realmente el personaje mencionado: Comenciolo, magister militum bizantino en el frente persa (590/591 y 598), o el Comitiolus citado como dux y gloriosus en varios escritos del papa Gregorio Magno, pues se sabe que este actuó por la misma época al menos por la zona de Malaca. Los apelativos del papa convendrían a un Magister militiae Spaniae, por lo que es más probable que se trate del segundo de ellos. No se sabe tampoco con certeza quiénes son los «enemigos bárbaros» que se mencionan en el epígrafe, si los godos o los mauros.
Nuevos restos arqueológicos de la ocupación bizantina de la ciudad de Cartagena fueron hallados durante las excavaciones del teatro romano.